# Pedro Páez Camargo
Pedro Daniel Páez Camargo (28 de junio de 1942) es un médico pediatra, neonatólogo, intensivista pediátrico y político venezolano. En 1991 fue designado para ocupar el cargo de ministro de Sanidad y Asistencia Social con la renuncia del cardiólogo Manuel Adrianza, uno de cuatro ministros de Sanidad durante el segundo periodo presidencial de Carlos Andrés Pérez que enfrentaron graves problemas en la deteriorada salud pública a nivel nacional.